# 赤颈鸊鷉

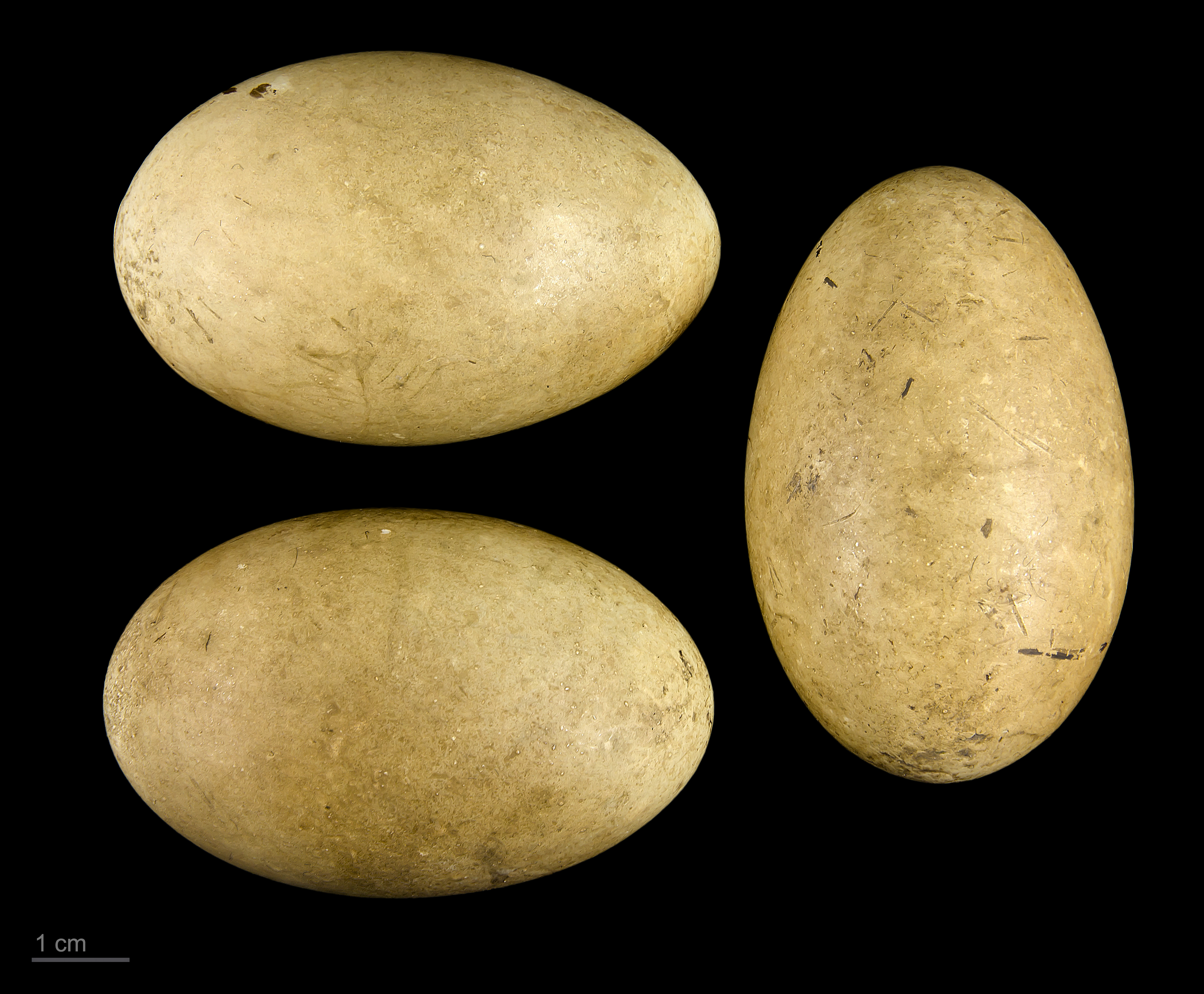
赤頸鸊鷉的蛋

赤颈鸊鷉 ，为鸊鷉科鸊鷉属的鸟类，是一种候鸟。分布于欧洲、非洲极北部海岸、亚洲西南部、西伯利亚、北美洲北部、中国等地，主要生活于低山丘陵和平原地区的各种水域中。

## 亚种
- 赤颈鸊鷉指名亚种（学名：Podiceps grisegena grisegena）。主要分布於歐洲的歐洲平原、北海沿岸，以及亞洲中部與西亞部分地區。
- 赤颈鸊鷉太平洋亚种（学名：Podiceps grisegena holbollii）。分布西伯利亞以東的亞洲東北部、東海沿岸、北太平洋西北至東北沿岸、北美大陸西北部以及東部的聖羅倫斯灣至緬因灣沿岸地區。

## 外部連結
- USGS - Red-necked Grebe Information （页面存档备份，存于）
- South Dakota Birds - Red-necked Grebe Information and Photos （页面存档备份，存于）
- Flicker Field Guide Birds of the World Photographs
- Red-necked Grebe videos （页面存档备份，存于） on the Internet Bird Collection